# Osteressen
Osteressen is een plaats in de Duitse deelstaat Nedersaksen en maakt deel uit van de gemeente Essen in het Landkreis Cloppenburg.
Addrup · Ahausen · Barlage · Bartmannsholte · Beverdiek · Bevern · Bokel · Brokstreek · Calhorn · Darrel · Essen-Ort · Felde · Gut Lage · Herbergen · Hülsenmoor · Nordholte  · Osteressen · Sandloh · Stadtsholte · Uptloh